# Димитър Съсълов (историк)
Димитър Димитров Съсълов (или Съселов) е български юрист, публицист и историк. Според някои научни оценки, неговити теории са по-скоро параистория, довела до парадоксални заключения. Тезите му намират днес широка подкрепа в някои националистически среди.

## Биография
Роден е в София през 1893 г. Произхожда от заможно семейство. Баща му Димитър е от Ямбол. Участва в Руско-турската освободителна война като опълченец. Майка му Олга Дончева е родена в Клисура, като по време на Априлското въстание къщата им е опожарена. След войната бащата става предприемач и на два пъти е народен представител. Съсълов завършва с отличен успех Първа мъжка гимназия в София и заминава да учи право в Лайпциг, Германия, но посещава и лекции по история. След избухването на Балканската война напуска университета и през 1913 г. се завръща в родината, за да постъпи доброволец. Участва в Междусъюзническата война и е награден два пъти с орден за храброст. По време на Първата световна война Съсълов е в Школата за запасни офицери и след завършването ѝ се сражава в Добруджа, а след това и в Македония. За своето мъжество получава офицерски Кръст за храброст. След войната довършва образованието си в Юридическия факултет на Софийския университет. През 1921 г. се жени за Параскева Шойленова, която е внучка на Христо Г. Данов. По-късно им се раждат три деца. Двете му дъщери Невена и Олга завършват медицина, а синът му Димитър става архитект, като негов син е астрономът Димитър Съселов. Адвокатства в София от 1920 до 1922 г. По това време в Софийския университет сред средите на преподаватели от руската емиграция, се зараждат идеите на евразийството, които оказват силно влияние върху него. Евразийците твърдят, че Руската империя е наследник на Киевска Рус и на Монголската империя. Според тях сливането на славянското начало с туранското величие, превръща Русия в световна империя.
След това Съсълов се захваща с предприемачество. Мести се в Пловдив, където открива винарска изба, която захранва от своите лозя в село Марково и Куклен. Противопоставя се на идеите за сближение с Югославия в началото на 1930-те години. Става симпатизант на фракцията на Иван Михайлов във ВМРО. Издава книги с историческа тематика. Трудовете му не са академични, а имат по-скоро научнопопулярен и пропаганден характер. Един от основателите на интелектуалния кръжок Българска орда. Пише статии в издаваното от Ордата списание „Известия“. Включва се в ръководството на националистическата организация „Хан Кардам“. Като германски възпитаник поддържа присъединяването на България към Оста. Идеите му се ползват с популярност в управляващите политически среди по време на Втората световна война. След включване на България във войната през 1941 г. е мобилизиран. Като офицер от запаса участва в овладяването на Беломорието. Става сподвижник на командващия Десета пехотна беломорска дивизия генерал Константин Стоянов, с когото са съученици. След преврата на 9 септември 1944 г. е подложен на репресии, като е обявен за „фашист“ и „великобългарски шовинист“. Съден е от т.нар. Народен съд. Отнети са му адвокатските права. Засегнат е от национализацията, като имуществото му е конфискувано. Изпратен е в лагер в Белица през 1945 г., а от август 1948 г. е интерниран със семейството си в гр. Златица, където остава до края на живота си. След 1956 г. част от наложените му ограничения постепенно са отменени. Започва да пише отново, но здравето му е увредено от лишенията в лагера и боледува често. Умира в София на 30 декември 1973 г.
Малка уличка в кв. Княжево, София, носи от 2008 г. името на Съсълов.

## Възгледи
Съсълов се изявява по-скоро като философ на историята, за когото концепцията, а не фактологията е от съществено значение. Между двете световни войни, неговата теория свързва прародината на прабългарите със земите, източно от Памир, с Тарим в Източен Туркестан. Според него става дума за древен народ, родствен с тохарите, който мигрирал на запад в рамките на хунската миграция. „Хунори“ е терминът, който Съсълов използва, като според него те са индоевропейци, а не тюрки или монголи. Хунорите са носители на могъща цивилизация, а не номадски племена или малобройна орда, както са представяни прабългарите тогава. Те извършват още в древността значителни миграции в Евразия. Самият Съсълов застъпва тезата, че прабългарите са положили основата на европейската цивилизация. С въвеждането на произволното название хунори, Съсълов се опитва да приспособи наличието на европеидно население обитавало Таримската котловина, към водещата тогава теория на Васил Златарски за хунския произход на прабългарите. Това е своеобразен антипод на традиционното славянофилство на българската историография и е в синхрон с тогавашната външнополитическа конюнктура. Участва през 1938 г. като учредител в създаването на интелектуалния кръг Българска орда. Привържениците му, които не са историци твърдят, че българите не са „славяни“, а „(пра)българи“. „Хунорското“ начало става много актуално в годините на Втората световна война, когато антиславянската реторика на нацистка Германия, променя българската национална доктрина. Според него българската държава трябв да се завърне към корените си, което значи пълни прерогативи на царя, докато парламентаризмът и партийната система, които са чужди на българската историческа традиция, трябва да се премахнат. Макар и активно пропагандирани в онези години, тези схващания за прабългарите не успяват да залегнат трайно в българската историческа наука.
След войната тези теории изцяло са отречени в академичните среди. Впоследствие те са обявени от комунистическата историография за псевдонаука, която е плод на историческа романтика и зле разбран патриотизъм, довела до куриозни резултати и парадоксални заключения. Творчеството на Съсълов, който не е професионален историк, не се приема еднозначно и днес от официалната българска прабългаристика. След 1989 г. и променената политическа доктрина на България, страната обръща гръб на Русия, което отново стимулира желанието да бъде омаловажен славянският компонент в етногенезиса на българите. Това води до популяризиране на т.нар. арийска теза за произхода на прабългарите в част от академичните среди. В резултат, някои от възгледите на Съсълов започват да се възраждат от отделни нейни поддръжници. Тезите му намират широка подкрепа и в средите на възстановеното през 1995 година сдружение Българска орда, както и на някои националистически форуми. Въпреки това, те продължават да се отричат от някои съвременни анализатори като маргинална наука. Съсълов е сочен също така за типичен пример за националистически настроен параисторик. Други автори го критикуват затова, че трудовете му са наситени със социален дарвинизъм, национализъм и расизъм, както и за това, че идеите му са повлияни от нацизма преди и по време на Втората световна война. Трети оценяват възникването на “хунорските“ идеи на Съсълов и тяхното възраждане днес, като своеобразна проява на специфично евразийство – компенсаторна форма на идентификационно противопоставяне на руския панславизъм. Като цяло, идеите на Съсълов са плод на свободна интерпретация на трудовете на холандския синолог Ян Якоб Мария де Гроот. В тази връзка на някои уеб-страници, Съсълов е иронизиран за анализите му на текстове на среднокитайски език, върху каквито е изградена неговата хипотеза. Така трудовете на Съсълов остават в групата на популярни четива с насоченост към миналото, предназначени по-скоро за масовия читател, като не са признати от академичните среди.

## Памет
На Димитър Съселов е наречена улица в квартал „Гърдова глава“ в София (Карта).